# Jakob Merrem
Johann Jakob Merrem (* 28. Mai 1850 in Altrich-Kirchhof; † 16. November 1920 ebenda) war ein deutscher Gutsbesitzer, Kreisdeputierter und Landrat.

## Leben
Über die schulische und berufliche Ausbildung von Jakob Merrem ist nichts bekannt. Während seiner Tätigkeit als Kreisdeputierter im Landkreis Wittlich war er von 1914 bis 1915 wechselweise mit dem Kröver Bürgermeister Karl Robert Hasse kommissarischer Landrat des Landkreises Wittlich.

## Politik
Merrem war von 1888 bis 1918 Abgeordneter des Provinziallandtags der Rheinprovinz für seinen Heimatort Altrich.